# تاريخ فيسبوك

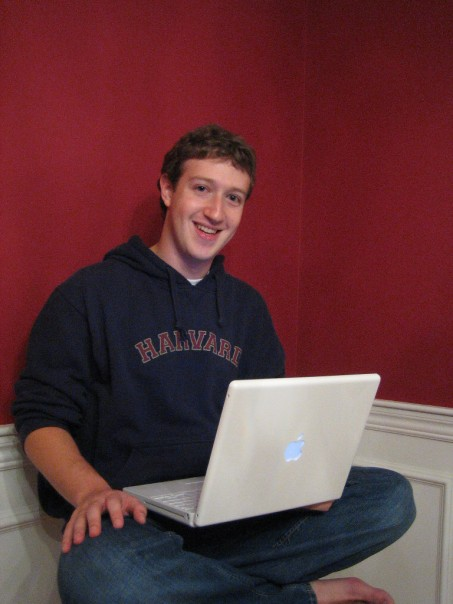
مارك زوكربيرغ

فيسبوك، (بالإنجليزية: Facebook)‏، هي خدمة الشبكات الاجتماعية، التي تم إطلاقها في 4 فبراير/شباط 2004. وقد أسسها مارك زوكربيرج مع زميله في جامعة هارفارد الطالب إدواردو سافيرين. كانت عضوية الموقع محدودة في البداية من قبل المؤسسين لطلاب جامعة هارفارد، ولكن تم توسيعها إلى كليات أخرى في منطقة بوسطن، وبالتدريج شمل معظم الجامعات في الولايات المتحدة وكندا، وبحلول أيلول / سبتمبر 2006، لكل شخص لديه عنوان بريد إلكتروني ساري المفعول إلى جانب شرط السن البالغ من العمر 13 عاما وما فوق.

## فيس ماتش
انطلق موقع الفيسبوك كنتاج غير متوقع من موقع «فيس ماتش» (بالإنجليزية: Facemach)‏ التابع لجامعة هارفارد، وهو موقع من نوع Hot or Not يعتمد على نشر صور لمجموعة من الأشخاص ثم اختيار رواد الموقع للشخص الأكثر جاذبية. وقد قام مارك زوكربيرغ بابتكار الفيس ماتش في 28 أكتوبر من عام 2003، عندما كان يرتاد جامعة هارفارد كطالب في السنة الثانية. ففي هذه الأثناء.
وفقاً لما نشرته جريدة هارفارد كريمسون، فإن موقع «فيس ماتش» "استخدم صورًا مجمعة من دليل الصور المتاح على الإنترنت والخاص بتسعة من طلبة المدينة الجامعية مع وضع صورتين بجانب بعضهما البعض ودعوة المستخدمين إلى اختيار الشخص "الأكثر جاذبية". وكي يتمكن زوكربيرغ من تأسيس الموقع، فإنه لجأ إلى اختراق مناطق محمية في شبكة الحاسوب الخاصة بجامعة هارفارد، وقام بنسخ صور خاصة بالطلبة في السكن الجامعي. "إن مبادرة جامعة هارفارد باتخاذ إجراء مضاد لذلك الفعل ربما يرجع لأسباب قانونية دون إدراك القيمة الحقيقية لذلك الانتهاك الذي ربما يحدث للعديد من الكليات الأخرى"، ورد ذلك على لسان زوكربيرغ في مدونته الشخصية. يستطرد زوكربيرغ قائلاً: "ولكن هناك أمر واحد مؤكد، وهو أنني ارتكبت حماقةً عندما أقدمت على إنشاء ذلك الموقع. على كل حال إن أي شخص آخر كان سيقوم بذلك في نهاية الأمر...". وسرعان ما تم توجيه الموقع إلى العديد من وحدات الخدمة الخاصة بالحرم الجامعي، ولكن تم إغلاقه بعد بضعة أيام من قِبل إدارة جامعة هارفارد. وقد قامت إدارة الجامعة باتهام زوكربيرغ بخرق قانون الحماية وانتهاك حقوق التأليف والنشر وكذلك انتهاك خصوصية الأفراد، مما يعرضه للطرد من الجامعة؛ ولكن تم إسقاط جميع التهم الموجهة إليه في نهاية الأمر. وفي النصف الثاني من العام الدراسي نفسه، قام زوكربيرغ بتأسيس موقع "الفيسبوك" على النطاق thefacebook.com وتحديدًا في 4 يناير من عام 2004. وقد أدلى زوكربيرغ بتصريح لجريدة هارفارد كريمسون قائلاً، "لقد كان الجميع يتحدثون عن دليل الصور العالمي المأخوذة في جامعة هارفارد". "أعتقد أنه من السخف أن تستغرق الجامعة عامين للقيام بمثل هذا العمل. يمكنني أن أقوم بالأمر على نحو أفضل منهم بكثير وفي غضون أسبوع واحد فقط". كانت عضوية الموقع قاصرة في بداية الأمر على طلبة هارفارد كوليدج أقدم كليات جامعة هارفارد، وخلال الشهر الأول من إتاحة الموقع للاستخدام، قام أكثر من نصف الطلبة الذين لم يتخرجوا بعد من الجامعة بالتسجيل في هذه الخدمة. وبعد فترة وجيزة، انضم كل من إدواردو سافرين (المدير التنفيذي للشركة) وداستن موسكوفيتز (مبرمج) وأندرو ماكولام (رسام جرافيك) وكريس هيوز إلى زوكربيرغ لمساعدته في تطوير الموقع. وفي شهر مارس من عام 2004، فتح الفيسبوك أبوابه أمام جامعات ستانفورد وكولومبيا وييل. بعد ذلك، اتسع الموقع أكثر وفتح أبوابه أمام جميع كليات مدينة بوسطن وجامعة رابطة اللبلاب، وشيئًا فشيئًا أصبح متاحًا للعديد من الجامعات في كندا والولايات المتحدة الأمريكية. وفي شهر يونيو من عام 2004، تم نقل مقر الفيسبوك إلى مدينة بالو ألتو (كاليفورنيا) في ولاية كاليفورنيا. وقد قامت الشركة بإسقاط كلمة the من اسمها بعد شراء اسم النطاق facebook.com عام 2005 نظير مبلغ 200000 دولار أمريكي. كما قام الفيسبوك بإصدار نسخة للمدارس الثانوية في سبتمبر من عام 2005، وهو ما أشار إليه زوكربيرغ بالخطوة المنطقية التالية. فخلال هذه الفترة، كانت شبكات المدارس الثانوية بحاجة إلى دعوة للانضمام إلى الموقع. بعد ذلك، أتاح الموقع اشتراك الموظفين من العديد من الشركات، ومن بينها شركة أبل المندمجة وشركة مايكروسوفت. وفي 26 سبتمبر من عام 2006، فتح الموقع أبوابه أمام جميع الأفراد البالغين من العمر ثلاثة عشر عامًا فأكثر والذين لديهم عنوان بريد إليكتروني صحيح. وفي أكتوبر من عام 2008، أعلن القائمون على إدارة الفيسبوك عن اتخاذ مدينة دبلين عاصمة أيرلندا مقرًا دوليًا له. في ديسمبر 2013، أضاف فيسبوك أيقونة تعبر عن عدم الإعجاب مستمدة من الأيقونة الشهيرة "أعجبني"، أيقونة عدم الإعجاب جاءت ضمن مجموعة جديدة من الأيقونات أصدرتها فيسبوك للاستخدام عبر تطبيق المحادثة الفورية المتوفر لعدة منصات أو عبر الرسائل الخاصة من الموقع ذاته.

## فيسبوك
في 1 أكتوبر 2005، توسع الفيسبوك ليشمل واحد وعشرون من الجامعات في المملكة المتحدة وغيرها في جميع أنحاء العالم. أطلق الفيسبوك نسخة المدرسة الثانوية في سبتمبر 2005. في ذلك الوقت، كانت شبكات المدارس الثانوية تتطلب دعوة للانضمام. وقد وسعت فيسبوك عضويتها فيما بعد لتشمل موظفي العديد من الشركات، بما في ذلك أبل ومايكروسوفت. في 11 ديسمبر 2005، تمت إضافة جامعات في أستراليا ونيوزيلندا إلى شبكة فيسبوك، ليصل حجمها إلى 2,000+ كلية و 25,000 + مدرسة ثانوية في جميع أنحاء الولايات المتحدة وكندا والمكسيك والمملكة المتحدة وأستراليا ونيوزيلندا وأيرلندا. ثم تم فتح الفيسبوك في 26 سبتمبر 2006 لجميع الأشخاص الذين تتراوح أعمارهم بين 13 وما فوق مع وجود عنوان بريد إلكتروني ساري.

## تحديثات فيسبوك

### 2004: للطلاب فقط
أن تكون طالبًا في هارفارد، وأن تعرِف عنوان فيسبوك «القديم» theFacebook.com بأداة تعريف زائدة عن العنوان الذي تعرفه اليوم، كان هذا كُل ما يلزمك لتمتلك حسابًا في موقع التواصل الاجتماعيّ الناشئ في فبراير، ليتوسع سريعًا في مارس ويشمل طُلاب جامعات ستانفورد وكولومبيا وييل، ويكسر حاجز المليون مُستخدم بغير أن يشتمل على أي صور، ولا على الحائط الشخصي، ولا أن يعرف تنظيم الفعاليات، أو تدشين الصفحات حتى، هذا بحسب موقع المدون جون لومر، المتخصص في مواقع الشبكات الاجتماعية.

### 2005: عنوان أسهل

شعار فيسبوك منذ 23 أغسطس 2005

ولو أن Facebook.com كان الاختيار الأوقع ليكون اسم النطاق الذي تدخله فتصل لـ«فيسبوك»، إلا أن الشركة الناشئة في بدايتها لم تكُن تملك مائتيّ ألف دولار الذين دفعتهم لاحقًا لتشتري اسم النطاق الأسهل بغير أداة التعريف الذي أصبح عنوان فيسبوك من عام 2005 فصاعدًا. في نفس العام أصبح مألوفًا لدى مُستخدمي فيسبوك الذين اتسعت دائرتهم لتشمل طلاب المدارس هذا العام أن يشتمل موقع الفيسبوك على صور لم تكُن موجودة من قبل.

### 2006: فيسبوك للجميع
شهد فيسبوك هذا العام طوائف جديدة من الزوار بالتدريج، حتى أصبح بحلول سبتمبر من هذا العام مُتاحًا لجميع سُكان العالم الذين يملكون بريد إلكتروني مُفعّل ويزيدون عن الثلاثة عشرة عامًا. عرف مُستخدمو فيسبوك هذا العام فقط زر Share أو «مُشاركة» لأول مرّة، واختبروا مُشاركة روابط خارجية من مواقع أُخرى على موقع فيسبوك لمواد مثل الصور والفيديوهات والمقالات، كما استقبلوا الرسائل لأول مرة عن طريق صفحة «رسائلي»، وعرفوا الصفحة الشخصية في صورتها الأولى والتي عُرفت بـ«الأخبار الصغيرة» التي تحتوي على أنشطة صاحب الحِساب، بينما تحتوي صفحة «آخر الأخبار» على أحدث المُشاركات على الموقع. الأمر الذي أثار جدلاً واسعًا حينها بين المُستخدمين الذين لم يكونوا يريدون أن يعرف أحدٌ ماذا يُشاركون، ليُعدل القائمون على فيسبوك خيارات الخصوصية إثر ثورة المُستخدمين فيستطيعوا التحكم فيمن يُشاهد مشاركاتهم. في نفس العام عرِف مُستخدمي الموقع تنظيم الفعاليات والأحداث الهامة من خلاله، بالإضاف إلى إنشاء أول الصفحات، كما أصبح ألبوم الصورة الشخصية ذا ذاكرة يستطيع الاحتفاظ فيها بالصور التي تم تغييرها.
2007: تحديث الحالة
يعد التغيير الأبرز هذا العام هو تحديث الحالة، والذي اتخذ قالبًا مُحددًا يحتوي على اسم المُستخدم + يقوم الآن بـ …، وما على صاحب الحساب إلا أن يُدخل ما يقوم به. تطوير رائد آخر حدث هذا العام وهو دمج صفحتيّ «مشاركاتي» و«رسائلي» في «صندوق الوارد»، بالإضافة إلى بداية إمكانية نشر مقاطع الفيديو على فيسبوك مباشرة، وبداية ظهور قائمة الأصدقاء.

### 2008: إطلاق الحائط
يمكن أن يطلق علي هذا العام «عام العالمية» بالنسبة لـ«فيسبوك»، إذ أصبح الموقع خلاله مُتاحًا بعشرات اللُغات غير اللُغة الإنجليزية، الأمر الذي رُبما جعل سُكان الموقع يكسرون حاجز المائة مليون حِساب. غير أن إطلاق الحائط الشخصي يعد أبرز تغييرات طرأت على مظهر فيسبوك في هذا العام، والذي اعتُبر النواة الأولى لـ«التايم لاين». مُستخدموا هذا العام صار بوسعهم التمتُع بخدمة الترشيحات، «هؤلاء قد تعرفهم» لاقتراح الأصدقاء من قبل الموقع، كذلك التمتُع بأداة «الدردشة»، بالإضافة إلى قابلية التعليق على أنشطة الأصدقاء.

### 2009: إضافات اجتماعية
طرأ على فيسبوك هذا العام عدة تغييرات من شأنها أن تؤسسه كموقع للتواصل الاجتماعي، من بينها بدايته في خدمة تذكيرك بأعياد ميلاد الأصدقاء، علاوة على إضافة العلاقات العائلية، وكذلك احتفاء الحسابات بذكرى العلاقات السنوية. من ناحية أُخرى تطوّرت خاصية الدردشة وأصبح من شأن صاحب الحساب أن يظهر «غير متاح» إذا أراد ذلك، كما بدأت «الإشعارات» في الظهور، وتمددت سعة ألبومات الصور لتتحمل ما يزيد عن المائتي صورة في الألبوم الواحد، وأصبح بوِسع مُستخدمي «فيسبوك» ربط حساباتهم بموقع التدوينات القصيرة الصاعد وقتها «تويتر» في نفس الوقت أن يربطوا حسابيهما ببعضهما. في هذا العام فقط بدأت خاصة مشاركة الأصدقاء في تحديثات الحالة، والتي أصبح من شأن صاحبها أن يجعلها «عامة» بوسع جميع المُستخدمين مُشاهدتها، كما أُضيف عداد إلى زر «مُشاركة» لعد المُشاركات.

### 2010: تحديث الصور
شهِد هذا العام تحديثات مُتعددة في سياق الصور التي تقوم بتحميلها، منها قابلية تحميل صور بجودة مُرتفعة، واستخدام عارض جديد للصور، بالإضافة إلى تسهيل عمليتيّ التعرُف على الأشخاص في الصور والإشارة إليهم على حد سواء. لأول مرة في هذا العام استطاع المُستخدمون إبداء الإعجاب بالتعليقات، كما أضيفت أداة «اسأل سؤالاً». من ناحية أُخرى، شهِدت أداة الدردشة تحديثات جديدة كان من بينها دمج «سكايب» مع فيسبوك، وتغيرت فلسفة نظر الصفحات إلى مُتابعيها من “أصبح مُعجبًا بـ” إلى “يُعجبي”، كما كان المُستخدمون على موعد مع تصميم جديد للـ”بروفايل” الشخصي.

### 2011: بدايات الـ«تايم لاين»
أهم أحداث حياتك تغرق وسط المنشورات غير المهمة، ومن ثم طوّر فريق فيسبوك «البروفايل» ليظهر بمظهر «تايم لاين» أو الجدول الزمني، والذي يبدو فيه حسابك على أنه خط حياتك من تاريخ دخولك حتى اللحظة الحالية، وتشير أنت على المنشورات التي تود أن تُعبر عن أحداث حياتك. على يمين صفحة فيسبوك صار بوسعك أن ترى الـ«تيكر» والذي يطلعك على جانب من نشاط الأصدقاء، بالإضافة إلى إمكانية مُتابعة منشورات من ليس ضمن قائمة الإصدقاء عن طريق أداة «اشتراك».

### 2012: تايم لاين للجميع
بنهاية 2011 كان فيسبوك مُتاحًا لمُستخدمي الموبايل، وبحلول شهر فبراير أصبح الـ«تايم لاين» مُطبقًا على الصفحات كما شمل جميع الحسابات الشخصية. في هذا العام كذلك ظهرت «المنشورات المُميزة» وهي منشورات مدفوعة من قبل الصفحات التي يود أصحابها تحقيق مزيد إعجاب ومُشاهدات، بالإضافة إلى ظهور تطبيق الصور الأشهر «انستجرام» بعد شراءه من قبل فيسبوك. وبحلول نهاية عام 2012 كان فيسبوك قد تخطى المليار مستخدم.

### 2013: بحث متقدم
يعد التغيير الأبرز هذا العام هو بداية إطلاق مُحرك البحث الخاص بفيسبوك Facebook Graph Search، والذي أصبح من شأنه البحث عن الأشخاص والصفحات والأماكن. من ناحية أُخرى تلونت تحديثات الحالة بألوان التعبيرات أو «الإيموشن» التي بدأت في الظهور ضمن نص «الحالة»، بالإضافة إلى إطلاق «الملصقات» أو «الاستيكر» بشكل عام في الموقع. كما شهد كذلك منافسة «فيسبوك» لـ«تويتر» بتفعيل استخدام الكلمات المفتاحية أو «الهاشتاج». أصبح مُستخدمو «فيسبوك» يستطيعون تعديل منشوراتهم وتعليقاتهم حتى بعد النشر مع الاحتفاظ بتاريخ التعديل.

### 2014: ضع صورتك حتى أعرفك
باستخدام تكنولوجيا أحدث بواسطة موقع فيسبوك، أصبحت إمكانية التعرف على الوجه من قبل «فيسبوك» في الصور بدرجة تُقارب العقل البشري. من ناحية أُخرى، دخل حيز التفعيل ما وعد به الموقع فيما يخُص محركه للبحث أن يشمل التعليقات والمنشورات بحلول 8 ديسمبر من هذا العام، كما أصبح بوسع مُستخدم فيسبوك إلغاء مُتابعته أو إعجابه بكُل سهولة.

## التمويل والأمور المالية

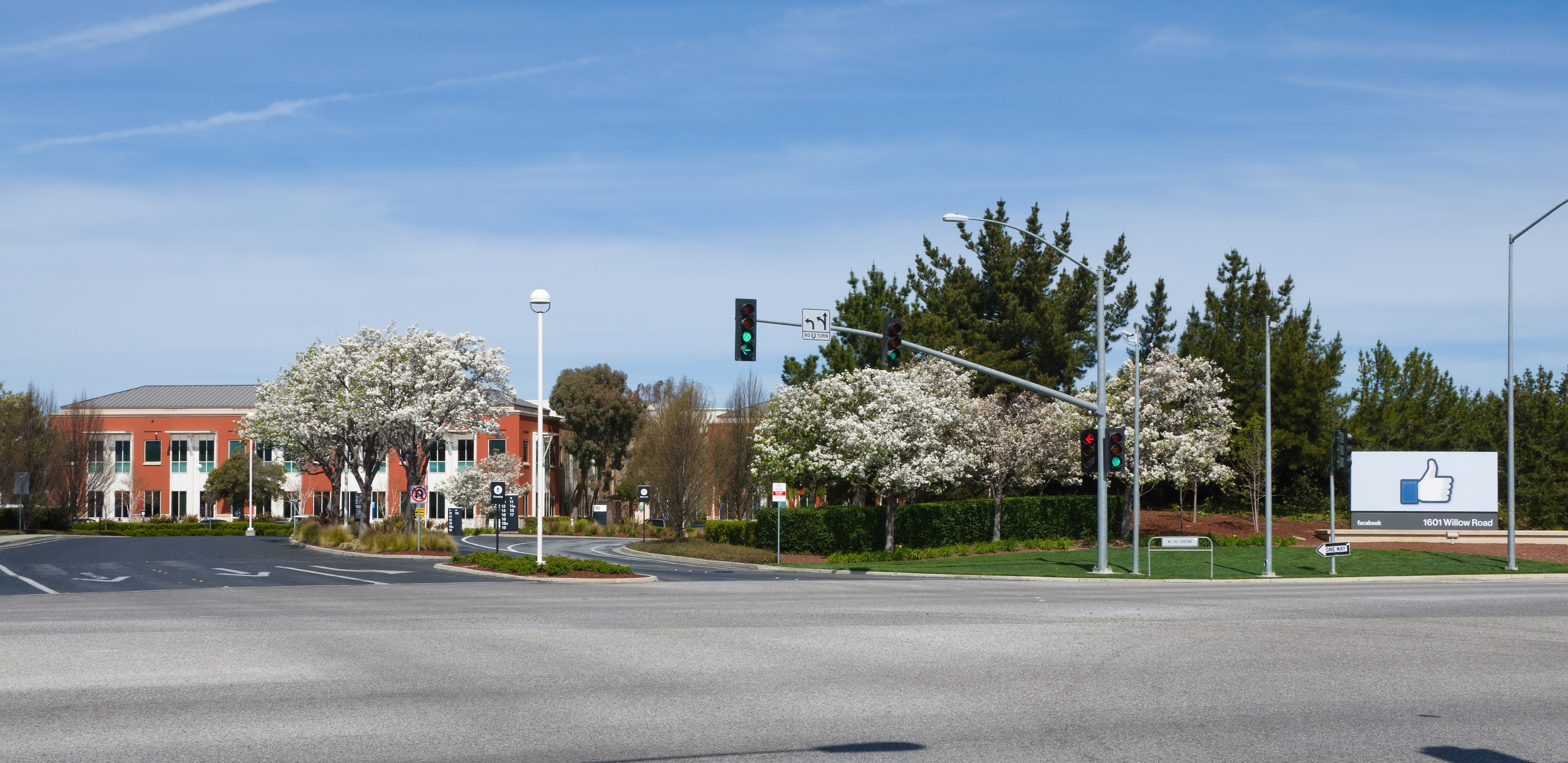
مدخل مقر فيسبوك في مينلو بارك بولاية كاليفورنيا

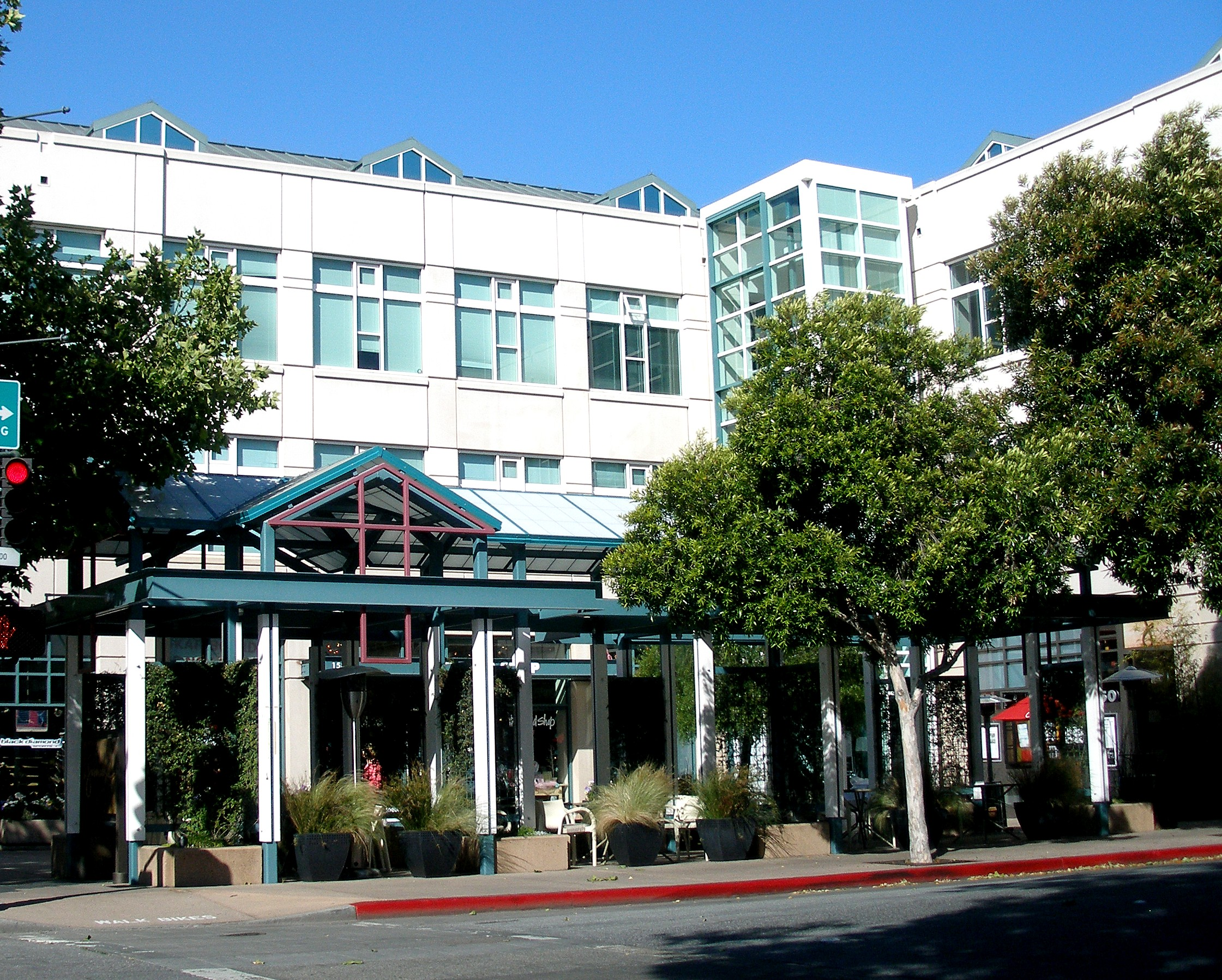
مقر فيسبوك السابق في وسط مدينة بالو ألتو بولاية كاليفورنيا

عندما جلس مارك زوكربيرج امام شاشة الكمبيوتر في حجرته بمساكن الطلبة في جامعة هارفارد الأمريكية العريقة، وبدأ يصمم موقعا جديدا على شبكة الإنترنت، كان لديه هدف واضح، وهو تصميم موقع يجمع زملاءه في الجامعة ويمكنهم من تبادل اخبارهم وصورهم وآرائهم.
لم يفكر زوكربيرج، الذي كان مشهورا بين الطلبة بولعه الشديد بالإنترنت، بشكل تقليدي. مثلا لم يسع إلى إنشاء موقع تجاري يجتذب الاعلانات، أو إلى نشر اخبار الجامعة أو ببساطة فكر في تسهيل عملية التواصل بين طلبة الجامعة على اساس ان مثل هذا التواصل، إذا تم بنجاح، سيكونله شعبية جارفة.
واطلق زوكربيرج موقعه “فيسبوك” في عام 2004، وكان له ما اراد.
مع انتشار موفعه وزيادة عدد المنضمين قرر أيضا ان يفتح ابواب الموقع امام المبرمجين ليقدموا خدمات جديدة لزواره، وان يدخل في تعاقدات مع معلنين يسعون للاستفادة من قاعدته الجماهيرية الواسعة.
وكان من الطبيعي ان يلفت النجاح السريع الذي حققه الموقع انظار العاملين في صناعة المعلومات، فمن ناحية بات واضحا ان سوق شبكات التواصل الاجتماعي عبر الإنترنت ينمو بشكل هائل، ويسد احتياجا هاما لدى مستخدمي الإنترنت خاصة من صغار السن. ومن ناحية أخرى نجح موقع “فيسبوك” في هذا المجال بشكل كبير.

### بداية التمويل
خلال الأشهر القليلة الأولى التي تلت إطلاقه في فبراير / شباط 2004، دفع مارك زوكربيرج وإدواردو سافيرين تكاليف عمليات الموقع الإلكتروني ل thefacebook.com، والتي كانت قد أخذت حصص ملكية في الشركة. كما قام الموقع بعرض عدد قليل من الإعلانات لتغطية تكاليف التشغيل.

### بداية الاستثمار
في صيف عام 2004، جعل الرأسمالي المغامر بيتر ثيل 500,000 $ كاستثمار ملكية في الشبكة الاجتماعية فيسبوك حيث بلغ 10.2% من الشركة وانضم إلى مجلس الإدارة. وكان هذا أول استثمار خارجي في الفيسبوك.

### مفاوضات المبيعات
مع بيع موقع التواصل الاجتماعي ماي سبيس إلى نيوس كورب في 19 يوليو 2005، ظهرت شائعات حول احتمال بيع الفيسبوك لشركة وسائط أكبر. وكان زوكربيرج قد ذكر بالفعل أنه لا يريد بيع الشركة، ونفى الشائعات على عكس ذلك. في 28 مارس 2006، ذكرت  بوسينيسويك  أن الفوز المحتمل بالفيسبوك كان قيد التفاوض. وتفيد التقارير بأن فيسبوك رفضت عرضا قدره 750 مليون دولار من عرض غير معروف، وقد تردد أن سعر الطلب ارتفع بمقدار ملياري دولار.
تلقى زوكربيرج عرضا لشراء موقعه بمبلغ مليار دولار العام الماضي.الا ان زوكربيرج، وعمره 23 عاما، فقط فاجأ كثيرين من حوله برفض العرض.
وتوقع كثيرون ان يندم على هذا الرفض، خاصة وانه جاء بعد عام واحد فقط من قيام شركة “نيوز كوربوريشن”، التي يمتلكها المليونير الأسترالي روبرت ميردوخ، بشراء موقع “ماي سبيس”، وهو موقع للعلاقات الاجتماعية، بمبلغ 580 مليون دولار.
اما سبب رفض زوكربيرج لهذا العرض فيرجع إلى انه رأى ان قيمة شبكته اعلى كثيرا من المبلغ المعروض. وحسبما قال في مقابلة مع صحيفة فاينانشال تايمز البريطانية فانه “ربما لم يقدر كثيرون قيمة الشبكة التي بنيناها بما تستحق”. واضاف ان عملية الاتصال بين الناس ذات اهمية بالغة، و”إذا استطعنا ان نحسنها قليلا لعدد كبير من الناس فان هذا سيكون له اثر اقتصادي هائل على العالم كله”.
واثبت واقع الحال انه كان محقا في رفضه هذا العرض. فقد قالت صحيفة “وول ستريت جورنال”، ابرز الصحف الاقتصادية الأمريكية، الاثنين ان شركة ميكروسوفت تسعى لشراء 5% من قيمة “فيسبوك” بقيمة من 300 إلى 500 مليون دولار، الامر الذي يعني ان قيمة فيسبوك” الكلية تصل إلى مبلغ من ستة إلى عشرة مليارات.
يشار إلى ان شركة ميكروسوفت تحتكر اعلانات الإنترنت على شبكة فيسبوك في الوقت الراهن.

### التربح وكسب المال
في أغسطس 2008، ذكرت  بوسينيسويك  أن المبيعات الخاصة من قبل الموظفين، بالإضافة للمشتريات من قبل شركات رأس المال الاستثماري، تم وضعها كأسعار أسهم والتي وضعت التقييم الإجمالي للشركة ما بين 3.75 مليار دولار و 5 $ مليار دولار. في تشرين الأول / أكتوبر 2008، قال زوكربيرج «لا أعتقد أن الشبكات الاجتماعية يمكن أن تستثمر بنفس الطريقة. في غضون ثلاث سنوات من الآن علينا أن نعرف ما هو النموذج الأمثل، ولكن هذا ليس تركيزنا الأساسي اليوم.»
وقد استأجرت فيسبوك شيريل ساندبرج كرئيسة للعمليات في مارس 2008. ويقال إن ساندبرج قد عقدت عدداً من جلسات العصف الذهني مع موظفي فيسبوك على إستراتيجية تحقيق الدخل على المدى الطويل، مما أدى إلى استنتاج أن الإعلانات ستكون مصدر تحقيق الدخل الرئيسي. تحت قيادة ساندبرج، أدخلت فيسبوك عددا من التغييرات على نموذجها الإعلاني بهدف تحقيق الربح. في سبتمبر 2009.

## وصلات خارجية
- فيسبوك يتفوق على مايكروسوفت في بريطانيا نسخة محفوظة 28 يونيو 2011 على موقع واي باك مشين. بتاريخ 27/6/2011 عن موقع رويترز